# Jan Nygren
Jan Nygren (10 de abril de 1934 - 28 de noviembre de 2019) fue un actor teatral, cinematográfico, televisivo y de voz de nacionalidad sueca.

## Biografía
Su nombre completo era Nils Johan Nygren, y  nació en el Municipio de Ljusdal, Suecia, siendo sus padres Johan Anton Nygren (1897–1968), un maestro, y Ingeborg Helfrid Blomberg (1898–1977). Se formó en la escuela teatral de Axel Witzansky y en la escuela del Teatro Municipal de Gotemburgo. En este último teatro trabajó en los años 1960, actuando después para el Riksteatern y también como artista independiente. 
Su primer papel ante las cámaras llegó con la serie televisiva Här kommer Petter en 1963. Entre sus más de ochenta papeles en televisión y cine, quizás el más conocido fue el de Stora Norrland en la serie Någonstans i Sverige en 1973. También fue conocido por dar voz a Karlsson en la película Världens bästa Karlsson (1974).
Jan Nygren falleció en Enebyberg, Estocolmo, en el año 2019.

## Filmografía (selección)
- 1937 : Snow White and the Seven Dwarfs (voz en nuevo doblaje de 1982)
- 1963 : Här kommer Petter (TV)
- 1964 : Henrik IV
- 1964 : Petter klarar allt! (TV)
- 1965 : En historia till fredag (TV)
- 1969 : Ni ljuger
- 1969 : Vårdaren
- 1970 : Lyckliga skitar
- 1971 : Lavforsen – by i Norrland (TV)
- 1972 : Bröderna Malm (TV)
- 1973 : Emil och griseknoen
- 1973 : Ett köpmanshus i skärgården (TV)
- 1973 : Någonstans i Sverige (TV)
- 1974 : En enkel melodi
- 1974 : Världens bästa Karlsson (voz)
- 1975 : Garaget
- 1975 : Pojken med guldbyxorna (TV)
- 1975 : Ägget är löst!
- 1977 : Bröderna Lejonhjärta
- 1977 : Ärliga blå ögon (TV)
- 1977 : The Rescuers (voz)
- 1979 : Selambs (TV)
- 1979 : Du är inte klok, Madicken
- 1984 : Karlsson på taket (TV)
- 1980 : Sinkadus (TV)
- 1980 : N.P. Möller, fastighetsskötare (TV)
- 1980 : Och skeppets namn var Gigantic… (TV)
- 1980 : Huset i världens mitt (TV)
- 1980 : Mannen som gick upp i rök
- 1980 : Sverige åt svenskarna
- 1980 : Blomstrande tider
- 1981 : The Fox and the Hound (voz)
- 1981 : Olsson per sekund eller Det finns ingen anledning till oro
- 1981 : Dagar i Gdansk
- 1981 : Babels hus
- 1982 : Jönssonligan & Dynamit-Harry
- 1983 : Mot härliga tider
- 1983 : Spanarna (TV)
- 1983 : Profitörerna (TV)
- 1984 : Panik i butiken (TV)
- 1985 : Mask of Murder
- 1985 : Pedro sin cola in America (voz)
- 1986 : Hassel – Beskyddarna
- 1986 : An American Tail (voz)
- 1987 : Paganini från Saltängen (TV)
- 1988 : Kråsnålen (TV)
- 1988 : Stoft och skugga (TV)
- 1989 : Det var då… (TV)
- 1990 : Rosenbaddarna (TV)
- 1991 : "Harry Lund" lägger näsan i blöt!
- 1991 : Den ofrivillige golfaren
- 1991 : Amforans gåta (TV)
- 1992 : James Bond Jr. (TV, voz)
- 1993 : Sökarna
- 1994 : Den vite riddaren (TV)
- 1994 : Snutarna (TV)
- 1995 : Snoken (TV)
- 1996 : Monopol
- 1997 : Atlantis: Det försvunna riket (voz)
- 1999 : c/o Segemyhr (TV)
- 2000 : Hjælp! Jeg er en fisk (voz)

## Teatro (selección)
- 1962 : Perrichons resa, de Eugène Labiche, dirección de Per Edström, Riksteatern[4]
- 1970 : Arsénico y encaje antiguo, de Joseph Kesselring, dirección de Hasse Ekman, Scalateatern[5]
- 1983 : The Boys in the Band, de Mart Crowley, dirección de Börje Ahlstedt, Folkan[6]
- 1993 : Fame, de Steven Margoshes y Jacques Levy, dirección de Runar Borge , Chinateatern[7]